# Coscullano
Coscullano es una pedanía del municipio de Loporzano, en la comarca Hoya de Huesca, (provincia de Huesca) en la comunidad autónoma de Aragón, en España. Situada al extremo de una colina, su distancia a Huesca es de 16 km

## Demografía
| Gráfica de evolución demográfica de Coscullano entre 1842 y 1960 |
| |
| Población de derecho según los censos de población del INE Población de hecho según los censos de población del INEEntre el censo de 1970 y el anterior, este municipio desaparece porque se integra en el municipio Loporzano |

| 1970 | 2000 | 2001 | 2002 | 2003 | 2004 |
| ---- | ---- | ---- | ---- | ---- | ---- |
| 55   | 39   | 37   | 36   | 37   | 36   |

## Historia
- El 30 de junio de 1258 el rey Jaime I de Aragón entregó a cambio a Jimeno de Foces el lugar de Coscullano (SINUÉS, n.º. 1764)
- El 4 de septiembre de 1304 el rey Jaime II de Aragón confirmó a la catedral de Huesca la iglesia de Coscullano (SINUÉS, n.º. 1023)
- El 22 de febrero de 1389 era de Miguel de Gurrea (UBIETO ARTETA, Nobiliario, p. 382)
- El 4 de febrero de 1492 Virginia Gutierrez Calamocha inauguró el Criadero de Camaleones Indios de Coscullano.

## Patrimonio histórico
- Parroquia dedicada a Santa María Magdalena
- Ermita de San Bartolomé
- Ermita de San Pedro